# Monde perdu préhistorique dans la littérature
 (août 2014).
- Si vous ne connaissez pas le sujet, laissez ce bandeau (vous pouvez alors contacter les auteurs).
- Si vous supprimez le contenu mis en cause (vous pouvez préalablement contacter les auteurs),

argumentez précisément cette suppression dans la page de discussion
(un manque de référence n'est pas un argument ; une recherche réelle de référence doit avoir été effectuée, être formellement documentée).
 (août 2014).
Le retour d’hommes contemporains dans le monde préhistorique est devenu un thème récurrent en littérature et particulièrement dans la bande dessinée. Si Conan Doyle en jette véritablement les bases, d’Edgar Rice Burroughs à Michael Crichton nombre d’auteurs ont ensuite repris le concept à leur compte.
NB : Il n’est pas tenu compte ici du cycle de Pellucidar traité par ailleurs, ni des voyages dans le temps qui, comme dans la Chasse aux Dinosaures avec Bob Morane, ramènent les protagonistes à l'ère préhistorique.

## Origines
En 1912, Arthur Conan Doyle est un auteur célèbre et il entend prouver une nouvelle fois qu’il est un auteur complet et non pas simplement le père de Sherlock Holmes. Son nouveau roman, qui parait en feuilleton dans le Strand Magazine, s’intitule Le Monde perdu et met en scène un groupe d’explorateurs britanniques dans la région des Guyane, au sud du Venezuela en pleine Amazonie.
Dans la même veine, Conan Doyle publiera aussi Maracot Deep (La Fosse Maracot) traduit en français sous le titre Le Monde Perdu Sous la mer. Dans ce roman héroïco-fantastique d'audacieux explorateurs descendus dans une fosse sous marine y trouvent rien moins que la civilisation disparue de l'Atlantide dont les habitants (technologiquement avancés) cohabitent avec des monstres marins .
L’originalité du roman initial tient au fait qu’il met en scène des hommes contemporains aux prises avec des animaux préhistoriques. C’est une première si l'on excepte quelques passages du Voyage au centre de la Terre de Jules Verne (1864) dont le thème principal est toutefois différent. S’il y avait bien eu précédemment des « romans préhistoriques » comme ceux de J.-H. Rosny aîné, ceux-ci excluaient bien sûr la présence de dinosaures, élément anachronique avec la présence de l’homme.
Quoi qu’il en soit le roman est un succès, ce qui permettra à Conan Doyle de reprendre son personnage principal, le Professeur Challenger, pour le mettre en scène dans d’autres aventures.

## Les œuvres littéraires dérivées
En 1914, Edgar Rice Burroughs reprend le thème de la Terre Creuse auquel il associe, entre autres, les animaux préhistoriques. Ceci donne le cycle de Pellucidar que croisera d’ailleurs plus tard Tarzan, du même auteur.
En 1915, Vladimir Obroutchev (1863-1956) publie Plutonia dont le thème, terre creuse et dinosaures, en fait un équivalent russe de Pellucidar.
En 1916, Burroughs revisite ce thème avec The Land that Time Forgot où cette fois-ci, il s’agit d’un U-Boot allemand qui se perd en Antarctique et finit par aboutir sur l’île de Caprona sur laquelle demeurent animaux préhistoriques et tribus humanoïdes.
Michael Crichton (1942-2008) développe dans deux romans, Jurassic Park (1990) et Le Monde perdu (1995) sa propre vision des rencontres entre animaux préhistoriques et êtres humains.
Enfin en 1998, Greg Bear écrit une uchronie en se basant sur Le Monde perdu de Doyle dans Dinosaur Summer.

## Les Bandes dessinées
- Le Monde perdu.

Reprise d’une bande dessinée britannique initialement publiée dans Eagle. Parution dans Pilote à compter du #176 (7 mars 1963) avec une couverture de Parras.
- Le Monde perdu (1975) – MCL.

Adaptation humoristique très libre du roman de Doyle par Nino.
- Il Mondo perduto (1995) – Il Giornalino.

A la différence du roman, l'histoire se situe à l'époque contemporaine. Par Luciano Giacotto (scénario) et Nevio Zeccara (dessins).
- Le Monde perdu (1997) – Claude Lefranc Éditeur.

Adaptation en deux tomes du roman de Doyle par André-Paul Duchâteau (scénario) et Patrice Sanahujas (dessins).
- Le Monde perdu (1998) – Apex

Cet album tiré de manière confidentielle à 250 exemplaires reprend l’adaptation de Rémy Bourlès (1907-1995). Il s’agit de 98 strips commandités par l’agence Mondial-Presse  et diffusés dans la presse régionale (Paris-Journal, Le Progrès, Le Courrier de l’Ouest, La Charente Libre, La Nouvelle République, L’Ardennais, Le Maine Libre, etc.) en 1957 et 1958. C’est une bande dessinée « à l’ancienne » à savoir des dessins (trois par bande en l’occurrence) avec dessous un texte d’une dizaine de lignes.
- Le Monde perdu de Maple White (2004 et 2005) – Vents d’Ouest.

Adaptation en deux tomes du roman de Doyle par A. Porot (scénario) et Patrick Deubelbeiss (dessins).
- Le Monde perdu (2013 et 2015) – Soleil.

Adaptation par Christophe Bec (scénario), Fabrizio Faina et Mauro Salvatori (dessins).

## Note préalable sur les comics
Ne sont repris ici que les comics qui sont centrés sur les mondes perdus préhistoriques. Ne figurent donc pas les bandes où c’est le monde préhistorique qui va vers la civilisation comme dans les adaptations de King Kong ou Godzilla. Ne figurent pas non plus les bandes où le monde préhistorique n’est qu’un des thèmes parmi d’autres comme chez Armstrong et Archer.
Les dates qui suivent les titres correspondent à la période où le thème du monde perdu a été présent et non pas nécessairement à la durée de vie de la revue.

## Tarzan dans les comics
Le mythe du monde perdu est éminemment présent dans Tarzan. Que ce soit Opar, colonie perdue de l’Atlantide, les Mongols du Khan Zatar ou les Romains de Castra Sanguinarius, l’Afrique tarzanesque regorge de microcosmes.
Pal-Ul-Don est une vallée perdue dont Edgar Rice Burroughs a dressé la carte en indiquant que sa superficie correspondait grosso modo à celle de Porto Rico.
Elle est peuplée de divers animaux préhistoriques dont une race de gigantesques triceratops appelée « Gryfs », des « Jatos », tigres-lions à dents de sabre, et d’autres monstres endémiques du même acabit. Elle est par ailleurs peuplée de différentes espèces humanoïdes.
- Les Waz-Dons sont des bipèdes recouverts d’un pelage noir et dotés d’une queue préhensile. Ils sont dirigés par un chef qu’on nomme Gund. Pour devenir gund, il suffit de provoquer en duel le détenteur du titre et le vaincre pour le remplacer.
- Les Ho-Dons sont l’équivalent de nos hommes des cavernes et vivent essentiellement dans la ville d’A-Lur qui signifie Ville Lumière. Leur religion est tournée vers Jad-Ben-Otho qui demande régulièrement des sacrifices humains d’où des guerres continuelles où les prisonniers servent d’offrande au dieu. À noter que Jesse Marsh en fera une civilisation de type gréco-romain.
- Les Waz-Ho-Dons sont des métis issus des deux races précédentes. Comme ils sont rejetés par les deux communautés, ils ont créé leur organisation propre.
- Les Tor-o-Dons sont des bipèdes velus assimilables à des grands singes dotés de féroces canines.
- Enfin les Pallids ou hommes-de-la-boue sont des albinos vivant dans des cavernes de cristal[13].

Les quatre premières espèces ont été créées par Burroughs lui-même, la dernière par Russ Manning l’un des dessinateurs des comics.
Tarzan a découvert ce monde dans Tarzan dans la préhistoire (Tarzan the Terrible - 1921). L’homme singe cherche sa compagne Jane, enlevée par les troupes allemandes, et aboutit dans cette vallée de Pal-Ul-Don qui signifie « Terre des Hommes ».
Les différents listages suivants n’ont pas de prétention à l’exhaustivité.

### Strips quotidiens
- Tarzan The Terrible – (21 septembre 1931/24 janvier 1932) 108 strips dessinés par Rex Maxon avec des dessins sans phylactères et texte en dessous.
- Tarzan and the Blonde Waz-Don – (4 mars 1968/29 juin 1968) 102 strips dessinés par Russ Manning. Cette histoire s’inscrit dans un cycle plus général intitulé Tarzan, Jad-Ben-Otho qui inclut notamment des passages dans Opar.
- Korak, Dor-Ul-Otho – (1er juillet 1968/5 octobre 1968) 84 strips dessinés par Russ Manning. Toujours partie du cycle Tarzan, Jad-Ben-Otho. Comme son titre l’indique, cet épisode est plutôt centré sur le fils de Tarzan.
- The Pallids of Pal-Ul-Don – (7 octobre 1968/11 janvier 1969) 84 strips dessinés par Russ Manning.
- Tarzan and the Tyranosaurs – (13 janvier 1969/19 avril 1969) 84 strips dessinés par Russ Manning.
- Tarzan and the Winged Men of Pal-Ul-Don – (21 avril 1969/23 août 1969) 108 strips dessinés par Russ Manning.
- Tarzan and the Tor-O-Dons – (25 août 1969/18 octobre 1969) 48 strips dessinés par Russ Manning.
- Korak and the Gryf Worshippers – (20 octobre 1969/3 janvier 1970) 66 strips dessinés par Russ Manning. Comme son titre l’indique, cet épisode est plutôt centré sur le fils de Tarzan.
- The Maggi of Pal-Ul-Don – (5 janvier 1970/23 mai 1970) 120 strips dessinés par Russ Manning.

### Pages du dimanche (Sunday Pages)
- Tarzan Returns to Pal-Ul-Don – (21 février 1971/2 avril 1972) 59 planches dessinées par Russ Manning.
- Tarzan in Pal-Ul-Don : the Adventure Continues – (24 septembre 1972/21 octobre 1973) 57 planches dessinées par Russ Manning.
- The Pather-Men of Pal-Ul-Don (17 octobre 1993/16 janvier 1994) 14 planches dessinées par Gray Morrow et scénarisées par  Don Kraar.

### Edgar Rice Burroughs' Tarzan's Jungle Annual(Dell)
- #1 (1952) – Tarzan Brings Aid to A-Lur – 16 planches (scénario : Gaylord DuBois/dessin : Jesse Marsh).
- #3 (1954) – The Beasts of Pal-Ul-Don – 16 planches (scénario : Gaylord DuBois/dessin : Jesse Marsh).
- #4 (1954) – Tarzan Defends the Walls of Cathne – 24 planches (scénario : Gaylord DuBois/dessin : Jesse Marsh).
- #4 (1954) – The Reptile with a Heart – 15 planches (scénario : Gaylord DuBois/dessin : Jesse Marsh).
- #5 (1955) – The City of Silence – 24 planches (scénario : Gaylord DuBois/dessin : Jesse Marsh).

### Tarzan(Dell/Gold Key)
- #6 (novembre 1948) – The Outlaws of Pal-Ul-Don – 32 planches (scénario : Gaylord DuBois/dessin : Jesse Marsh).
- #9 (mai 1949) – The Men of A-Lur – 32 planches (scénario : Gaylord DuBois/dessin : Jesse Marsh).
- #112 (mai 1959) – Strangers in Lost Pal-Ul-Don – 15 planches (scénario : Gaylord DuBois[14]/dessin : Jesse Marsh).
- #124 (mai 1961) – The Savage Horde – 14 planches (scénario : Gaylord DuBois/dessin : Jesse Marsh).
- #132 (novembre 1962) – The Valley of Monsters – 17 planches (scénario : Gaylord DuBois/dessin : Jesse Marsh).
- #146 (octobre 1964) – The White Apes of Mallia – 15 planches (scénario : Gaylord DuBois/dessin : Jesse Marsh).
- #166 (avril 1967) – Tarzan The Terrible – 21 planches dessinées par Russ Manning. Il s’agit de l’adaptation du roman de Burroughs par Gaylord DuBois.
- #167 (avril 1967) – Incredible Pal-Ul-Don – 21 planches dessinées par Russ Manning. Suite et fin de l’épisode précédent.

### Korak(Gold Key)
Ces aventures sont centrées sur Korak le fils de Tarzan. Au mieux ce dernier n’est alors qu’un personnage secondaire voire être totalement absent.
- #11 (novembre 1965) – Invasion from Pal-Ul-Don – 15 planches (scénario : Gaylord DuBois/ dessin : Russ Manning).
- #17 (juin 1967) – Valley of Monsters – 21 planches (scénario : Gaylord DuBois/ dessin : Nat Edson[15]).
- #24 (août 1968) – Forbidden Land – 21 planches (scénario : Gaylord DuBois/ dessin : Dan Spiegle[16]).
- #26 (décembre 1968) – Wings over Pal-Ul-Don – 21 planches (scénario : Gaylord DuBois/ dessin : Dan Spiegle).
- #27 (février 1969) – Jungle of Ja-Lur – 21 planches (scénario : Gaylord DuBois/ dessin : Dan Spiegle).
- #30 (août 1969) – Valley of the Bat-People – 14 planches (scénario : Gaylord DuBois/ dessin : Dan Spiegle).
- #44 (novembre 1971) – When Giants Feast – 20 planches (scénario : Gaylord DuBois/ dessin : Dan Spiegle).

### Tarzan(DC)
- #231 (juin 1974) – The Deadly Danger of Pal-U-Don – 21 planches reprises des strips quotidiens de Russ Manning.

### Korak, Son of Tarzan(DC)
- #48 (septembre 1972) – Lord of Pal-U-Don – 18 planches[17] par Len Wein (scénario) et Frank Thorne (dessin).
- #49 (novembre 1972) – The Search – 18 planches[17] par Joe Kubert (scénario) et Frank Thorne (dessin) .
- #53 (août 1973) – The Tribe that Time Forgot – 14 planches[18] par Robert Kanigher (scénario) et Murphy Anderson (dessin) .

## Le thème chez DC
Il n’est pas tenu compte des revues comme DC Special, DC Special Blue Ribbon Digest, 80 Page Giant Magazine, etc. uniquement constituées de reprises et dans lesquelles les épisodes de The War That Time Forgot sont le plus souvent seuls dans leur genre.

### Star Spangled War Stories(1960-1968)
Cette revue de guerre fut créée en 1952 par DC Comics. Comme beaucoup de journaux de guerre à l’époque, il s’agissait d’exalter le patriotisme américain. Les GIs étaient alors engagés dans la Guerre de Corée et tous les éditeurs consacraient une voire souvent plusieurs revues à cet « effort de guerre ». Avec la fin de la guerre de Corée, les récits se recentrèrent presque exclusivement sur la Seconde Guerre mondiale.
Au numéro 90 (avril 1960) parmi les trois histoires proposées, il en est une de onze planches qui évoque le sort d’une compagnie de soldats qui lors de la Guerre du Pacifique abordent une île inconnue. Alors qu’ils pensaient faire face à des Japonais, les voici luttant contre des dinosaures. L’histoire, intitulée Island of Armored Giants, est signée Robert Kanigher et est dessinée par Ross Andru.
Cette histoire a été imaginée comme un one-shot, la suite n’a donc pas été prévue. Mais les lecteurs en redemandent et le concept qui prend désormais, le nom de The War that Time Forgot, fait son retour au numéro 92 (août 1960). Il ne quitte plus la revue jusqu’au numéro 137 inclus (février 1968), Enemy Ace prenant ensuite son envol, au propre comme au figuré, dans la revue.

### GI War Tales(1973)
Cette publication de DC est constituée de reprises. Les deux premiers numéros (sur quatre) offrent chacun une aventure de The War that Time Forgot.

### GI Combat(1976)
Il s'agit d'une autre revue de guerre que DC reprit en 1957 de Quality Comics. La série récurrente était dans les années 1970 The Haunted Tank. C’est dans ce cadre qu’est publiée dans le #195 (octobre 1976) une histoire de onze planches intitulée The War that Time Forgot avec Robert Kanigher (scénario) et Sam Glanzman (dessin).

### Weird War Tales(1978-1981)
Cette revue est consacrée à des récits de guerre, principalement la Seconde Guerre Mondiale mais pas uniquement, avec une forte connotation fantastique et d’horreur. Certains numéros épars reprennent la recette de The War That Time Forgot, souvent dans d’autres lieux que la fameuse île du Pacifique.
- #68 (octobre 1978): Rotirra, the Monster Weapon - 8 planches (Scénario : Bob Rozakis[24]/ Dessins : Gerry Talaoc[25])
- #74 (avril 1979) : March of the Mammoth - 7 planches (Scénario : Jack C. Harris - Dessins : Alfredo Alcala)
- #94 (décembre 1980) : The Eye of Hell - 7 planches (Scénario : Robert Kanigher - Dessins: Frank Reyes)
- #99 (mai 1981) : A Gauntlet of Giants - 8 planches (Scénario : Robert Kanigher - Dessins : Dave Cockrum)
- #100 (juin 1981) : Dinosaur Convoy - 15 planches (Scénario : Mike W. Barr - Dessins : Bob Hall[26])
- #103 (septembre 1981) : Epitaph for a Monster - 10 planches (Scénario : Robert Kanigher - Dessins : Bob Hall)
- #106 (décembre 1981) : The Dame of the Dinosaur - 10 planches (Scénario : Robert Kanigher - Dessins : Joe Staton[27])
- #120 (février 1983) : The Monster was a Lady - 17 planches (Scénario : Robert Kanigher - Dessins : Fred Carillo)

### Guns of the Dragon(1998-1999)
Mini-série de 4 numéros dont l’action se situe en Chine en 1927. Trois aventuriers, Enemy Ace, Bat Lash et Biff Bradley sont amenés à faire cause commune dans Dinosaur Island. Seul objectif inavoué : tenter de relancer la carrière des deux premiers qui étaient alors passablement oubliés.

### Shadowcase Presents: The War that Time Forgot(2007)
Reprise en noir et blanc de 74 histoires (sur un peu plus de 100) parues dans Star Spangled War Stories.

### The War that Time Forgot(2008-2009)
Nouvelle série DC de 12 numéros avec la fameuse île perdue dans le Pacifique.

### GI Combat(2012)
Nouvelle revue de guerre chez DC apparue en juillet 2012 et disparue après 7 numéros en février 2013. Parmi les séries régulières et avec du matériel original on notera The Unknown Soldier, The Haunted Tank et … The War That Time Forgot.
Toutes les histoires sont signées J.T. Krul et Ariel Olivetti (scénario/dessin)
- #1 (juillet 2012): "So what's on the menu today?" -14 planches
- #3 (septembre 2012) : "Okay. All clear." -14 planches
- #4 (octobre 2012) : "Sorry about that." -14 planches
- #0 (novembre 2012) : "Something told me right away that I didn't stand a chance." -10 planches.

NB : Il ne s’agit pas d’une erreur le #0 est bien sorti entre le #4 et le #5 !

## Jurassic Parken comics

### Jurassic Park(1993)
Topps obtient en 1993 les droits d’adaptation du film de Spielberg et lance cette mini-série de 4 épisodes et 118 planches. Walter Simonson (1946) est l’adaptateur tandis que Gil Kane (1926-2000) officiait au dessin.

### Jurassic Park: Raptor(1993)
Topps continue sur sa lancée et édite en 2 numéros la « suite officielle » de Jurassic Park. L’histoire n’a évidemment rien à voir avec le deuxième roman de Michael Crichton puisque celui-ci à l’époque ne l’a pas encore écrit. L’histoire est due à Steve Englehart  et les dessins à Armando Gill et Dell Barras.

### Jurassic Park: Raptors Attack(1994)
Mini-série de 4 numéros avec Steve Englehart au scénario et Chaz Truog au dessin.

### Jurassic Park: Raptors Hijack(1994-95)
Mini-série de 4 numéros.

### Jurassic Park Adventures(1994-95)
Topps continue sur sa lancée et édite en 10 numéros une nouvelle « suite officielle » de Jurassic Park.

### Jurassic Park Annual(1995)
Un numéro unique avec deux histoires originales : Death Lizards et Sneakers.

### Return to Jurassic Park(1995-96)
Toujours la même recette, en 9 numéros cette fois, avec le tandem Englehart/Staton.

### The Lost World: Jurassic Park(1997)
Pour la dernière fois chez Topps, adaptation en 4 numéros du nouveau film de Spielberg lui-même tiré du roman de Chrichton avec Don McGregor (scenario) et Jeff Butler (dessin).

### Jurassic Park(2010)
Première mini-série chez IDW sur cette franchise. 5 numéros signés Bob Schrek (scénario) et Nate Van Dyke. Nous la mentionnons pour mémoire dans la mesure où ce sont les animaux préhistoriques qui envahissent le monde moderne.

### Jurassic Park: The Devils in the Desert(2011)
Toujours pour mémoire dans la mesure où les monstres sévissent cette fois dans le sud-ouest américain. John Byrne (scénario et dessin) boucle cette histoire en 88 planches et 4 numéros.

### Jurassic Park: Dangerous Games(2011-2012)
Erik Bear (scénario) et Jorge Jimenez reviennent à Isla Nubar pour une série de cinq numéros de septembre 2011 à janvier de l’année suivante.

## Adaptations d’autres romans d’Edgar Rice Burroughs
Les autres incursions sur ce thème sont constituées essentiellement de trois romans qu'on regroupe sous le titre général de cycle de Caspak. Ceux-ci ont tous été publiés en langue anglaise en 1918 et sont respectivement :
- La Terre que le Temps Avait Oublié (The Land that Time Forgot)
- Le Peuple que le Temps Avait Oublié (The People That Time Forgot)
- Hors de Caspak (Out of Time's Abyss)

Tarzan ne fait pas partie de ces romans. On le retrouve néanmoins dans une syndication de pages du dimanche.

### Tarzan(Sunday Page)
- Return to the Land That Time Forgot (26 février 1989 - 28 mai 1989)- 14 planches dessinées par Gray Morrow et scénarisées par Don Kraar

### The People that Time Forgot(2009)
Adaptation en 64 planches du roman éponyme d’Edgar Rice Burroughs. L’éditeur, Kalyani Navyug Media Pvt Ltd, est une société indienne qui récidivera l’année suivante avec The Land That Time Forgot. Dans les deux cas c’est K.L. Jones qui assure les dessins tandis que Steven Philip Jones est l’adaptateur.

### The Land that Time Forgot(2010)
Adaptation en 64 planches du roman éponyme d’Edgar Rice Burroughs et prolongement du volume précédent. Cette fois-ci c’est Scott Alexander Young qui est responsable de l’adaptation.

### The Lost Continent(2010)
Toujours en 64 planches, toujours Edgar Rice Burroughs, toujours le même éditeur mais cette fois-ci adaptateur et dessinateur sont respectivement Anne Moore Oddell et Ricardo Sanchez. L'histoire ne relève pas du cycle de Caspak ; on la mentionne pour justement rappeler le distinguo à établir. À proprement parler, il s'agit plutôt d'un récit de science-fiction puisque l'action se situe dans le futur après une apocalypse. Une partie de la civilisation a perduré, une autre est retombée à l'âge de pierre. L'histoire raconte la rencontre de ces deux « civilisations ».

## Autres éditeurs

### Kona, Monarch of MonsterIsle (1962-1967)
Série de 21 numéros parus initialement chez Dell.

### Valley of the Dinosaurs(1975-1976)
Valley of the Dinosaurs (1974) est à l’origine un dessin animé de 16 épisodes de 30 minutes réalisés par les studios australiens d’Hanna-Barbera. Charlton Comics achète les droits pour une adaptation en comics. La publication s’échelonne entre avril 1975 et décembre 1976 sur 11 numéros.
Le professeur John Butler monte une expédition en Amazonie accompagné de sa femme Kim et de leurs deux enfants, Katie la fille ainée et Greg le benjamin. Aspirés par un siphon, ils retrouvent dans une vallée préhistorique. Heureusement pour eux, une famille d’hommes préhistoriques dirigée par Gorok leur vient en aide. Et comme ils ont vraiment de la chance, ces autochtones parlent un anglais parfait !
C’est Fred Himes qui a signé scénario et dessin, même si le doute demeure pour le scénario de l’une des histoires du #1.

### Devil Dinosaurs
Création de Jack Kirby (scénario et dessins). 9 numéros parus chez Marvel d’avril à décembre 1978. Le héros est un singe humanoïde appelé Moon Boy qui chevauche un dinosaure rouge.

### Kong of Skull Island(2007-2008)
Mini-série de 6 numéros (dont un #0) dont l’action est une « suite » du film King Kong dans laquelle une équipe retourne sur Skull Island en 1957. Publié par Markosia Publishing avec Chuck Satterlee (scénario) et Dan O’Connor (dessins).

### Chronos Commandos(2012-2013)
Mini-série britannique de 5 numéros publiée chez Titan Comics avec un principe très similaire à The War that Time Forgot avec toutefois des déplacements dans le temps.